# Ludza distrikt
Ludza distrikt (lettiska: Ludzas rajons) var till 2009 ett administrativt distrikt i Lettland, beläget i den östra delen av landet, ca 260 kilometer från huvudstaden Riga. Distriktet angränsar med distrikten Balvi i norr, Rēzekne i väster och Krāslava i söder.
Den största staden är Ludza med 9 677 invånare.